# クリバーン郡 (アラバマ州)
クリバーン郡（英: Cleburne County）は、アメリカ合衆国アラバマ州の東部に位置する郡である。2010年国勢調査での人口は14,972人であり、2000年の14,254人から5.0%増加した。郡庁所在地はヘフリン市（人口3,480人）であり、同郡で人口最大の都市でもある。郡名は、アーカンソー州出身で南軍の少将パトリック・クリバーンに因んで名付けられた。

## 歴史
クリバーン郡は1866年12月6日に、アラバマ州議会の法によって設立された。領域はベントン郡（現カルフーン郡）、ランドルフ郡、タラデガ郡の一部が合わせられた。1867年エドワーズビルが郡庁所在地とされた。1905年に住民投票が行われ、郡庁所在地は現在のヘフリンに移転された。この投票結果は州最高裁判所まで持ち込まれる訴訟となり、1906年7月1日に投票結果を肯定する裁定が出た。

## 地理
アメリカ合衆国国勢調査局に拠れば、郡域全面積は561.02平方マイル (1,453.0 km2)であり、このうち陸地560.21平方マイル (1,450.9 km2)、水域は0.81平方マイル (2.1 km2)で水域率は0.14%である。郡内にはアラバマ州の自然の最高地点があり、ブルーリッジ山脈の南端産地に入っている。

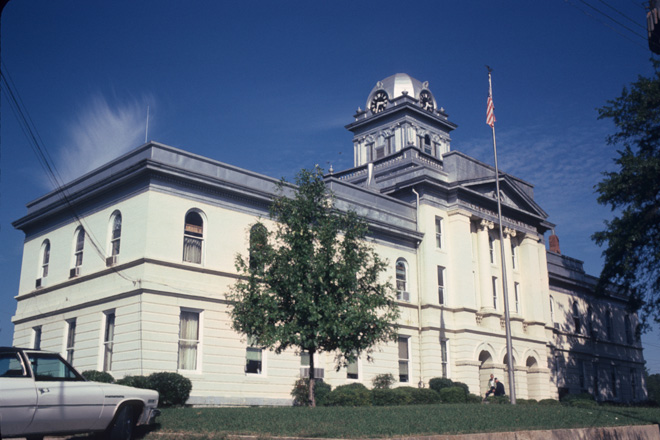
クリバーン郡庁舎、1980年3月

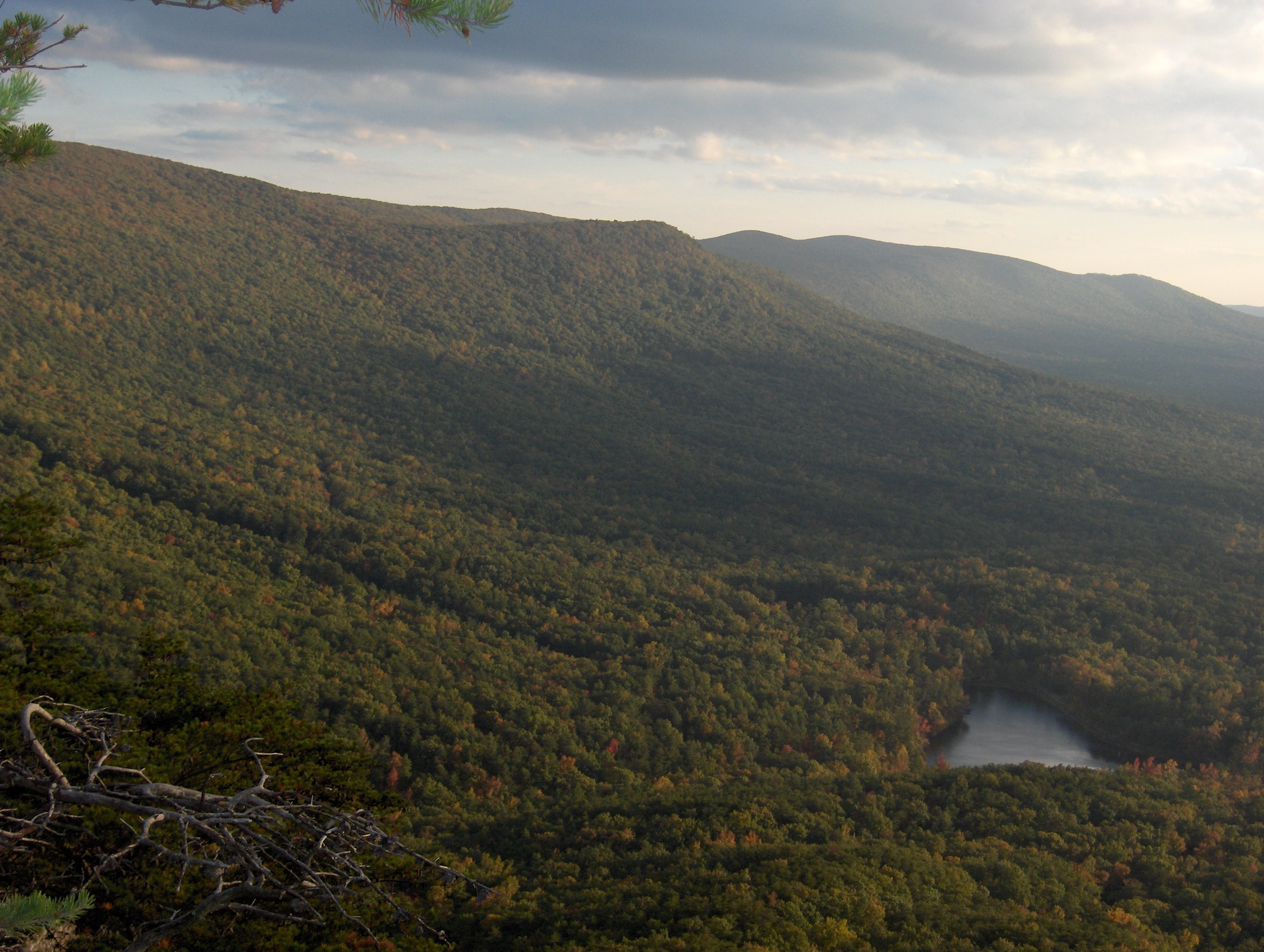
チーハ山

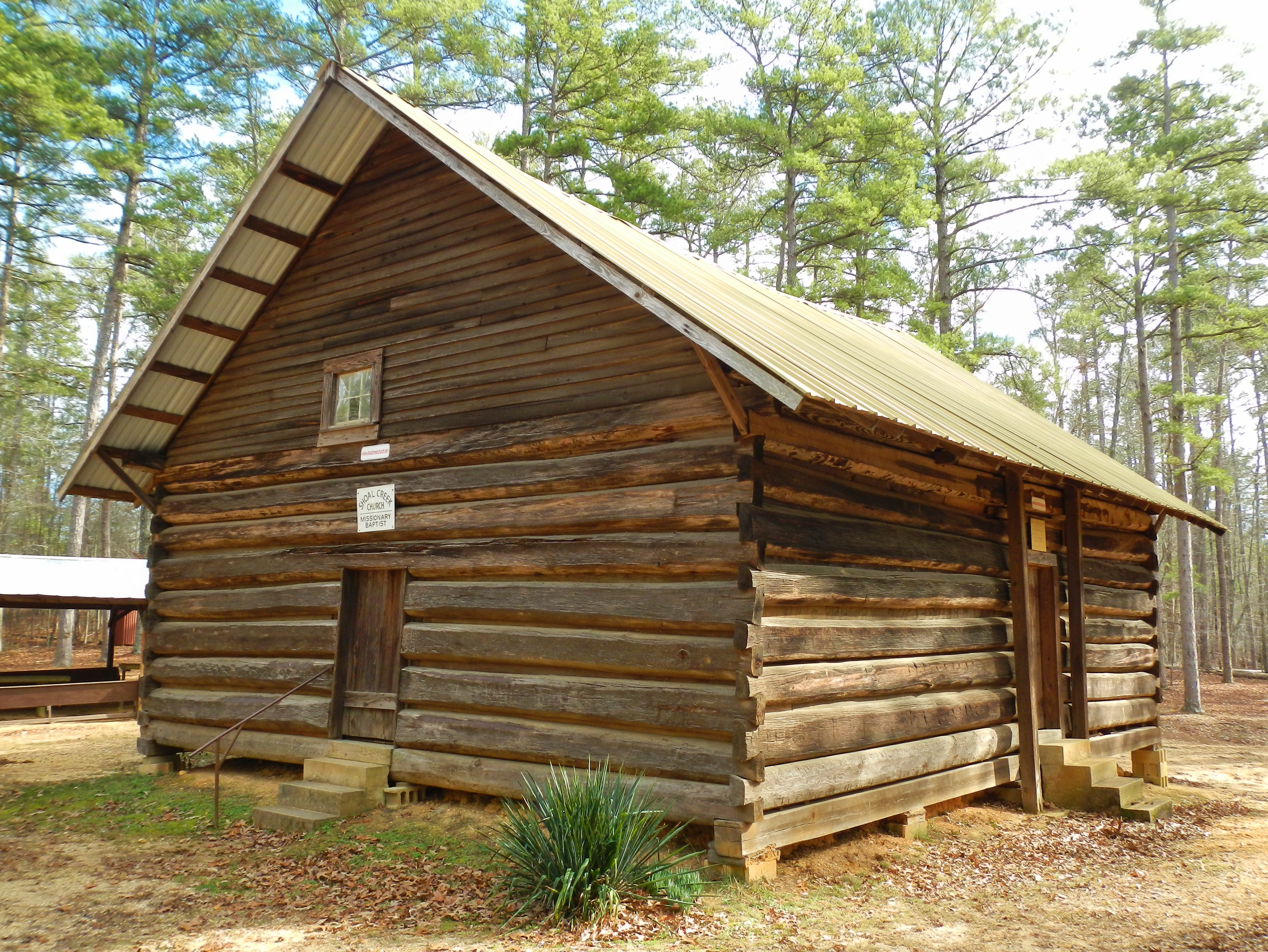
ショールクリーク教会、郡内エドワーズビルの北、タラデガ国立の森にある歴史ある教会。1895年に建設され、1974年12月4日にアメリカ合衆国国家歴史登録財に指定された

### 交通

#### 主要高規格道路
- 州間高速道路20号線
- アメリカ国道78号線
- アメリカ国道431号線
- アラバマ州道9号線
- アラバマ州道46号線

#### 鉄道
- ノーフォーク・サザン鉄道
- アムトラック

### 隣接する郡
- チェロキー郡 - 北
- ポーク郡 (ジョージア州) - 北東
- ハラルソン郡 (ジョージア州) - 東
- キャロル郡 (ジョージア州) - 南東
- ランドルフ郡 - 南
- クレイ郡 - 南西
- タラデガ郡 - 南西
- カルフーン郡 - 西

### 国立保護地域
- タラデガ国立の森（部分）

## 人口動態
以下は2010年の国勢調査による人口統計データである。
| 基礎データ - 人口: 14,123人 - 世帯数: 5,590 世帯 - 家族数: 4,125家族 - 人口密度: 10人/km2（25人/mi2） - 住居数: 6,189軒 - 住居密度: 4軒/km2（11軒/mi2） 人種別人口構成 - 白人: 94.74% - アフリカン・アメリカン: 3.70% - ネイティブ・アメリカン: 0.30% - アジア人: 0.14% - 太平洋諸島系: 0.01% - その他の人種: 0.34% - 混血: 0.77% - ヒスパニック・ラテン系: 1.40% | 年齢別人口構成 - 18歳未満: 24.3% - 18-24歳: 8.2% - 25-44歳: 28.5% - 45-64歳: 25.3% - 65歳以上: 13.7% - 年齢の中央値: 38歳 - 性比（女性100人あたり男性の人口） - 総人口: 99.3 - 18歳以上: 96.4 世帯と家族（対世帯数） - 18歳未満の子供がいる: 32.8% - 結婚・同居している夫婦: 61.4% - 未婚・離婚・死別女性が世帯主: 8.7% - 非家族世帯: 26.2% - 単身世帯: 23.0% - 65歳以上の老人1人暮らし: 10.3% - 平均構成人数 - 世帯: 2.51人 - 家族: 2.95人 | 収入と家計 - 収入の中央値 - 世帯: 30,820米ドル - 家族: 35,579米ドル - 性別 - 男性: 29,752米ドル - 女性: 18,840米ドル - 人口1人あたり収入: 14,762米ドル - 貧困線以下 - 対人口: 13.9% - 対家族数: 10.9% - 18歳未満: 16.1% - 65歳以上: 20.1% |

## 都市と町

### 都市
- フルートハースト
- ヘフリン - 郡庁所在地

### 町
- エドワーズビル
- ランバーン

### 国勢調査指定地域
- ホリスクロスローズ

### 未編入の町
- マイカビル
- マスカダイン